# تجويف الكرش والقلنسوة

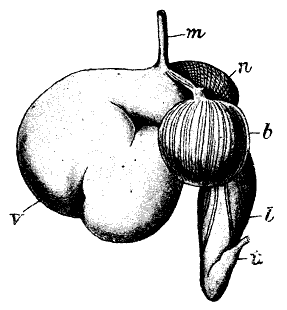

تجويف الكرش والقلنسوة (بالإنجليزية: reticulorumen)‏ هو مجموع المعدتين الأوليتين في المجترات (الكرش والقلنسوة)، تتقلص القلنسوة بشكل دوري فتمتزج محتوياتها مع محتويات الكرش ووتتشارك هاتان المعدتين في كل دقيقة كثافة من الكائنات الحية الدقيقة (البكتيريا، والأوليات والفطريات) التي تخمر الطعام.